# Beethoven 3
Pour les articles homonymes, voir Beethoven (homonymie).
Série Beethoven
Beethoven 2
(1993) Beethoven 4
(2001)
Pour plus de détails, voir Fiche technique et Distribution.
Beethoven 3 (Beethoven's 3rd) est un film américain réalisé par David M. Evans, sorti directement en vidéo en 2000. Cette suite ne fait appel à aucun membre du casting originel.

## Synopsis
L'imposant mais si sympathique chien Beethoven accompagne cette fois d'autres membres de la famille Newton en vacances. Comme à son habitude, le compagnon à quatre pattes provoque une succession de catastrophes aussi rocambolesques que drôles.

## Fiche technique
- Titre : Beethoven 3
- Titre original : Beethoven's 3rd
- Réalisation : David M. Evans
- Scénario : Jeffrey Alan Schechter
- Musique : Philip Giffin
- Photographie : John B. Aronson
- Montage : Harry Keramidas
- Production : David Bixler et Kelli Konop
- Sociétés de production : Ludwig Productions
- Société de distribution : Universal Studios Home Video
- Pays : États-Unis
- Langue : Anglais
- Format : Couleur - Dolby Digital - 35 mm - 1.78:1
- Genre : Comédie, aventure
- Durée : 99 min
- Date de sortie : 
  - États-Unis : 25 juillet 2000
  - France : 6 juin 2001

## Distribution
- Cujo : Beethoven
- Judge Reinhold (VF : Joël Martineau) : Richard Newton
- Julia Sweeney (VF : Ninou Fratellini) : Beth Newton
- Joe Pichler (VF : Hervé Grull) : Brennan Newton
- Michaela Gallo (VF : Fily Keita) : Sara Newton
- Mike Ciccolini (VF : Luc Boulad) : Tommy
- Jamie Marsh (en) (VF : Olivier Jankovic) : Bill
- Danielle Keaton (VF : Annabelle Roux) : Penny
- Frank Gorshin (VF : Serge Bourrier) : l'oncle Morrie Newton
- Holly Mitchell : l'employée du chenil
- Greg Pitts (en) : Quentin

Note : Trois saint-bernard ont joué dans le film : Stanley, Wrangler et Zach. (Source générique de fin)